# Teixeirichthys jordani
Teixeirichthys jordani är en fiskart som först beskrevs av Rutter, 1897.  Teixeirichthys jordani ingår i släktet Teixeirichthys och familjen Pomacentridae. IUCN kategoriserar arten globalt som livskraftig. Inga underarter finns listade i Catalogue of Life.